# Abdou Razack Traoré
Abdou Razack Traoré (ur. 28 grudnia 1988 w Abidżanie) – pochodzący z Burkina Faso piłkarz występujący na pozycji pomocnika. Posiada także paszport Wybrzeża Kości Słoniowej.

## Kariera

### Wczesne lata
Do Rosenborga trafił jako wolny zawodnik, pół roku po odejściu z Raja Casablanca. W Rosenborgu zaliczył występy w Pucharze UEFA i Lidze Mistrzów. W listopadzie 2007 roku magazyn World Soccer umieścił go na liście 50 najbardziej ekscytujących nastolatków na świecie.

### Lechia Gdańsk
20 sierpnia 2010 roku przeszedł na zasadzie wypożyczenia z opcją transferu definitywnego do Lechii Gdańsk. W tym klubie zadebiutował 28 sierpnia w zwycięskim spotkaniu przeciwko Śląskowi Wrocław, zaliczając asystę. Od tego czasu był podstawowym zawodnikiem drużyny. Pierwszego gola dla Lechii strzelił 21 września, w wygranym 2:0 wyjazdowym meczu 1/16 finału Pucharu Polski z Górnikiem Zabrze. W październiku podpisał kontrakt z Lechią do końca 2012 roku. 21 maja 2011 roku, w ciągu 2. minut strzelił dwa gole Lechowi Poznań, decydując o zwycięstwie zespołu. Pierwszy sezon Ekstraklasy zakończył z 27 występami, zdobywając 12 bramek. W kolejnych rozgrywkach, w 24 meczach strzelił 4 gole. W sezonie 2012/2013 Traoré reprezentował klub tylko przez rundę jesienną, w której zdobył dziewięć bramek. Z końcem 2012 roku postanowił nie przedłużać wygasającej umowy.

### Gaziantepspor
15 stycznia 2013 roku podpisał 3,5-letni kontrakt z Gaziantepsporem.

### Reprezentacja
28 marca 2011 roku zadebiutował w reprezentacji Burkiny Faso, wchodząc na boisko w 72. minucie spotkania przeciwko Namibii.
Na początku 2012 roku został powołany przez Paulo Duarte do kadry Burkina Faso na Puchar Narodów Afryki. Jednakże zamieszanie związane z jego miejscem urodzenia oraz dostępnością dla drużyny Ogierów sprawiło, że podczas turnieju w ewidencji FIFA figurował jako obywatel Wybrzeża Kości Słoniowej. Pomimo interwencji samego zawodnika i sztabu reprezentacji, a nawet Lechii Gdańsk, Traoré w żadnym z trzech meczów swojego zespołu nie był nawet wpisany do meczowego protokołu. Piłkarz otrzymał także powołanie na Puchar Narodów Afryki 2013.